# Octavian Goga
Pour les articles homonymes, voir Goga.
Octavian Goga (Rășinari, 1er avril 1881 - Ciucea, 7 mai 1938), était un poète, dramaturge, journaliste et traducteur roumain, devenu homme politique d'extrême droite.

## Biographie

### Carrière politique
Octavian Goga a d'abord été ministre de la Culture durant un an et demi de l'été 1920 à la fin de 1921, sous le règne du roi roumain Ferdinand Ier, une expérience qui lui avait laissé un mauvais souvenir évoqué dans ses articles journalistiques comme un « combat dans l'arène au milieu de fauves affamés ». Il fut nommé après Président du Conseil des ministres pendant un peu plus d'un mois, du 28 décembre 1937 au 10 février 1938, dans une période critique, à l'appel du roi Carol II et dans le cadre de la dictature carliste qui a voulu faire face à la montée de l'extrémisme dans un contexte de tension internationale.
Son gouvernement a ainsi combattu férocement la Garde de fer fascisante et antisémite, car le roi Carol II tentait de donner des gages à tout le monde, tant sur le plan intérieur que sur le plan international, en maintenant la Roumanie dans la Petite Entente pro-occidentale, tout en offrant des facilités économiques au Troisième Reich. 
Mais Goga reste connu par les premières lois antisémites qui avaient instauré des numerus clausus au sein des universités, dans l'administration et certaines professions libérales (avocats, médecins, notaires...). Ce type de mesures nationalistes discriminatoires au profit des citoyens « de souche » a aussi existé entre les deux guerres mondiales dans les pays voisins (depuis 1920 en Hongrie avec la loi de Pál Teleki) et dans plusieurs États des États-Unis au profit des blancs protestants. Jusqu'à imposer le décret du 12 janvier 1938, retirant la citoyenneté roumaine à 120 000 des 790 000 juifs roumains, sous prétexte qu'ils ne maîtrisent pas la langue. 
Menacé de mort par les « légionnaires » de la Garde de Fer et critiqué par les Français et les Britanniques pour ses mesures antisémites, Goga se sentant outragé démissionne en février 1938 après moins d'un mois et demi au gouvernement, pour se retirer sur ses terres de Transylvanie. Il y meurt des suites d'un accident vasculaire cérébral le 5 mai 1938 et les rumeurs médiatiques brodent des théories du complot pour expliquer sa mort prématurée (notamment le journal populiste Curentul dirigé par Pamfil Șeicaru). Son corps fut exposé au Palais de l'Athénée de Bucarest.
L'historien Florin Constantiniu (ro) dit dans son Histoire sincère du peuple roumain (O istorie sinceră a poporului român), que le grand poète Goga s'est fourvoyé « en se croyant et en se voulant être un duce ou führer roumain » (« se credea și se voia un „duce” sau „führer” român »).

## Œuvre littéraire
Ses poèmes le plus connus montrent un romantisme conservateur empreint d'un idéalisme rural et bucolique, et de religion : Rugăciune (prière), Noi (nous), Sara (Sarah), Lăutarul (le troubadour), Revedere (retrouvailles), Mama (mère), Amurg (couchant), O lacrimă (une larme), Colindă (chant de Noël), Oltul (l'Olt), Casa noastră (notre maison), Dascălul (l'instituteur), Dăscălița (l'institutrice), Bătrâni (les anciens), Răsună toaca (le simandre résonne), Apostolul (l'apôtre), La mal (sur le rivage), Măsuța mea (mon guéridon), O clipă (un instant), Sonet (sonnet), Pribeag străin (étranger errant), Bobotează (épiphanie)…